# Zlatna štitarka
Zlatna štitarka (lat. Phaeolepiota aurea) je jestiva gljiva iz monotipičnog roda Phaeolepiota iz porodice Squamanitaceae. Dosta je rijetka. Zlatna štitarka voli mjesta bogata hranjivim tvarima i dušikom izvan šuma. Pojavljuje se od kraja ljeta do jeseni i obično plodi u većim skupinama. Iako je vrsta nekada bila popularna jestiva gljiva, sada se vjeruje da je otrovna za ljude.

## Opis
Klobuk zlatne štitarke je širok od 5 do 15 centimetara (može i do 20 cm), u mladosti okruglast i zatvoren, zatim se otvori, može biti lagano ulegnut ili malo ispupčen, najprije vlažan i baršunast, posut zrncima i dlačicama boje cimeta; kada se osuši postane tamniji, svijetlo do tamnosmeđ; rub je gladak i dugo vremena podvinut s krpastim ostacima ovoja koji u mladosti štiti listiće.
Listići su gusti, nejednaki, široki, prirasli za stručak sa zupcem, najprije bijelooker, zatim smeđi.     
Stručak je visok od 5 do 15 centimetara, valjkast, prema dolje nekad uži nekad širi, pun, debeo, čvrst; od prstenka prema dolje prekriven smeđom kožicom zrnate strukture poput klobua, od prstena prema gore bijel ili oker te posut prahom; kada se klobuk raširi, ukaže se vjenčić koji je najprije ljevkasto postavljen (prema gore), s vremenom se objesi i traje do kraja života.   
Meso je bjelkasto, zatim žučkasto, na kraju požuti; kod starijih gljiva je žuto, a pi dnu stručka crvenkasto; miris je jako izražen poput vilina klinčaca, ugodan; okus nije osobito prijatan.     
Spore su limunastog ili vretenastog oblika, bradavičave, nisu amiloidne, 9 – 12 x 4 –5 (6) μm, otrusina je rđastosmeđa. 

## Stanište
Zlatna štitarka raste od rujna do listopada po smrekovim i listopadnim šumama na humusnom tlu u blizini korijenja ili u koprivama. 

## Upotrebljivost
Zlatna štitarka je jestiva, srednje kvalitete.

## Sličnosti
Zlatna štitarka nije osobito česta; po morfološkim značajkama podsjeća na vrstu Cystoderma amiantinum (Scop. ex Fr.) Fay., ali su joj dimenzije mnogo veće. Najlakše se prepozna po zrnatoj strukturi plodnog tijela te iznad svega po karakterističnom opnastom vjenčiću koji u mladosti potpuno zatvara (štiti) listiće. Zamjena s divnom čehavkom (lat. Gymnopilus spectabilis (Fr./Sing,) nije moguća, jer ona raste na panjevima ili pri dnu na živim stablima. 

## Vanjske poveznice
|  | Zajednički poslužitelj ima stranicu o temi Phaeolepiota aurea    |
|  | Zajednički poslužitelj ima još gradiva o temi Phaeolepiota aurea |